# Латино-фалиски езици
Латино-фалиските езици са италийски клон или подгрупа на индоевропейските езици. Латино-фалиските езици са мъртви езици. От тези езици произлизат латинският и фалиският.
Фалиски се е говорел в древността от племето фалиски, населявало Лацио. Известни са 36 малки надписа от III или II век пр.н.е., написани на азбука, в която се пише от дясно наляво и която произлиза от етруската писменост, но е повлияна и от латинската.
Фалисткият запазва например буквата f в някоя дума, която на латински става b.
Говорел се е вероятно до около 150 пр.н.е.